# Wahlkreis Kassel-Witzenhausen
Der Wahlkreis Kassel-Witzenhausen  (Wahlkreis Kassel 4) war der vierte Wahlkreis im Regierungsbezirk Kassel für die Wahl des Preußischen Abgeordnetenhauses.

## Beschreibung
Nach der Annexion Kurhessens wurde das Preußische Abgeordnetenhaus 1867 um Vertreter der neu erworbenen Gebiete erweitert. Der so entstandene Wahlkreis Kassel-Witzenhausen  umfasste die Landkreise Kassel und Witzenhausen. Im Wahlkreis wurde ein Abgeordneter gewählt. Wahlort war Großalmerode. 1896, 1899 und 1906 wurde der Wahlbezirk um einige vom Landkreis Kassel an den Kreis Wolfhagen (Wahlkreis Hofgeismar-Wolfhagen) bzw. den Stadtkreis Kassel (Wahlkreis Stadtkreis Kassel) abgetretene Landgemeinden verkleinert.
Berufszugehörigkeit der Männer:
| Jahr | Landwirtschaft | Industrie und Gewerbe | Dienstleistungen und Verwaltung | Zahl Urwähler |
| ---- | -------------- | --------------------- | ------------------------------- | ------------- |
| 1882 | 40,2 %         | 45,3 %                | 7,8 %                           | 20.480        |
| 1907 | 25,7 %         | 56,5 %                | 7,9 %                           | 23.849        |

Konfessionsstruktur
| Jahr | evangelisch | katholisch | Bevölkerungszahl |
| ---- | ----------- | ---------- | ---------------- |
| 1880 | 97,5 %      | 1,3 %      | 74.820           |
| 1905 | 96,5 %      | 2,2 %      | 76.097           |

Der Wahlkreis war eine Parteihochburg der der NLP.

## Abgeordnete
| Legislaturperiode | Abgeordneter                             | Partei    | Bild |
| ----------------- | ---------------------------------------- | --------- | ---- |
| 1867–1870         | Wilhelm Uloth                            | NLP       |      |
| 1870–1873         | Karl August Dietzel                      | NLP       |      |
| 1873–1876         | Friedrich Oetker                         | NLP       |      |
| 1876–1879         | Viktor Baumgard                          | NLP       |      |
| 1879–1882         | Ernst Georg Karl Valentin (von) Weyrauch | K         |      |
| 1882–1893         | Carl Wilhelm Althaus                     | K         |      |
| 1893–1903         | Wilhelm Albert Beinhauer                 | NLP       |      |
| 1903–1908         | Wilhelm Lattmann                         | Antisemit |      |
| 1908–1908         | Hans Eckebrecht von Stockhausen          | K         |      |
| 1908–1918         | Wilhelm Heins                            | Antisemit |      |

## Wahlen

### Wahl 1867
Die allgemeine Wahl für die 10. Legislaturperiode fand am 30. Oktober statt, die Wahl der Abgeordneten durch die Wahlmänner am 7. November 1867. 243 Wahlmänner wurden gewählt, von denen 243 stimmberechtigt waren. Bei der Abgeordnetenwahl waren 201 Wahlmänner (82,7 %) anwesend. 108 Wahlmänner (53,7 %) wählten Landrat Wilhelm Uloth (NLP). 91 Stimmen (45,3 %) entfielen auf Bürgermeister Heinrich Hohmann (NLP). 2 Stimmen waren ungültig.

### Wahl 1870
Die allgemeine Wahl für die 11. Legislaturperiode fand am 9. November statt, die Wahl der Abgeordneten durch die Wahlmänner am 16. November 1867. 243 Wahlmänner wurden gewählt, von denen 243 stimmberechtigt waren. Bei der Abgeordnetenwahl waren 184 Wahlmänner (75,7 %) anwesend. 96 Wahlmänner (52,2 %) wählten Karl August Dietzel (NLP). 88 Stimmen (47,8 %) entfielen auf Bürgermeister Heinrich Hohmann (NLP).

### Wahl 1873
Die allgemeine Wahl für die 12. Legislaturperiode fand am 28. Oktober statt, die Wahl der Abgeordneten durch die Wahlmänner am 14. November 1873. 249 Wahlmänner wurden gewählt, von denen 233 stimmberechtigt waren. Bei der Abgeordnetenwahl waren 205 Wahlmänner (88,0 %) anwesend. 142 Wahlmänner (69,3 %) wählten Friedrich Oetker (NLP). 62 Stimmen (30,2 %) entfielen auf Friedrich Wiegand, Lehrer, Altenbauna (K). Eine Stimme war ungültig.

### Wahl 1876
Die allgemeine Wahl für die 13. Legislaturperiode fand am 20. Oktober statt, die Wahl der Abgeordneten durch die Wahlmänner am 27. Oktober 1876. 253 Wahlmänner wurden gewählt, von denen 227 stimmberechtigt waren. Bei der Abgeordnetenwahl waren 196 Wahlmänner (86,3 %) anwesend. 119 Wahlmänner (60,7 %) wählten Staatsanwalt Viktor Baumgard (NLP). Auf Friedrich Wiegand (K) entfielen 75 Stimmen (38,3 %). 2 Stimmen waren ungültig.

### Wahl 1879
Die allgemeine Wahl für die 14. Legislaturperiode fand am 30. September statt, die Wahl der Abgeordneten durch die Wahlmänner am 7. Oktober 1879. 263 Wahlmänner wurden gewählt, von denen 263 stimmberechtigt waren. Bei der Abgeordnetenwahl waren 249 Wahlmänner (94,0 %) anwesend. 176 Wahlmänner (70,7 %) wählten Landrat Ernst Weyrauch (K). 73 Stimmen (29,3 %) entfielen auf Viktor Baumgard (NLP). Es gab 2 Enthaltungen.

### Ersatzwahl 1881
Weyrauch schied am 6. September 1881 und es kam zu einer Ersatzwahl. Bei der Abgeordnetenwahl waren 215 Wahlmänner (81,1 %) anwesend. 142 Wahlmänner (66,0 %) wählten Ernst Weyrauch (K). 73 Stimmen (34,0 %) entfielen auf Viktor Baumgard (NLP).

### Wahl 1882
Die allgemeine Wahl für die 15. Legislaturperiode fand am 19. Oktober statt, die Wahl der Abgeordneten durch die Wahlmänner am 26. Oktober 1882. 265 Wahlmänner wurden gewählt, von denen 263 stimmberechtigt waren. Bei der Abgeordnetenwahl waren 246 Wahlmänner (93,5 %) anwesend. 149 Wahlmänner (60,6 %) wählten Carl Wilhelm Althaus (K). 97 Stimmen (39,4 %) entfielen auf  Gutsbesitzer und Bürgermeister in Bergshausen Nikolaus Hubach (NLP).

### Wahl 1885
Die allgemeine Wahl für die 16. Legislaturperiode fand am 29. Oktober statt, die Wahl der Abgeordneten durch die Wahlmänner am 5. November 1885. 269 Wahlmänner wurden gewählt, von denen 269 stimmberechtigt waren. Bei der Abgeordnetenwahl waren 250 Wahlmänner (92,9 %) anwesend. 160 Wahlmänner (64,0 %) wählten Carl Wilhelm Althaus (K). 90 Stimmen (36,0 %) entfielen auf den Rittergutsbesitzer in Werleshausen Hermann von Christen (R).

### Wahl 1888
Die allgemeine Wahl für die 17. Legislaturperiode fand am 30. Oktober statt, die Wahl der Abgeordneten durch die Wahlmänner am 6. November 1888. 280 Wahlmänner wurden gewählt, von denen 280 stimmberechtigt waren. Bei der Abgeordnetenwahl waren 268 Wahlmänner (95,7 %) anwesend. 170 Wahlmänner (63,4 %) wählten Carl Wilhelm Althaus (K), 98 Stimmen entfielen auf den Posthalter Friedrich Nebelthau aus Kassel (NLP).

### Wahl 1893
Die allgemeine Wahl für die 18. Legislaturperiode fand am 31. Oktober statt, die Wahl der Abgeordneten durch die Wahlmänner am 7. November 1893. Die Wahlbeteiligung lag in der Urwahl über alle Klassen bei 8,3 %. In der I. Klasse betrug die Wahlbeteiligung 36,8 %, in der II. Klasse 18,3 % und in der III. Klasse 5,0 %.
295 Wahlmänner wurden gewählt, von denen 295 stimmberechtigt waren. Bei der Abgeordnetenwahl waren 284 Wahlmänner (96,3 %) anwesend. 145 Wahlmänner (51,2 %) wählten den Gutsbesitzer in Vollmarshausen Wilhelm Albert Beinhauer (NLP). 139 Stimmen (48,9 %) entfielen auf Gustav Hüpeden, Gymnasialprofessor in Kassel (K).

### Wahl 1898
Die allgemeine Wahl für die 19. Legislaturperiode fand am 27. Oktober statt, die Wahl der Abgeordneten durch die Wahlmänner am 13. November 1898. 307 Wahlmänner wurden gewählt, von denen 305 stimmberechtigt waren. Die Wahlbeteiligung lag in der Urwahl über alle Klassen bei 8,4 %. In der I. Klasse betrug die Wahlbeteiligung 39,4 %, in der II. Klasse 24,6 % und in der III. Klasse 5,2 %. Bei der Abgeordnetenwahl waren 289 Wahlmänner (94,8 %) anwesend. 228 Wahlmänner (78,9 %) wählten Wilhelm Albert Beinhauer (NLP), 60 Stimmen (20,8 %) entfielen auf Julius Carl Freiherr von Dörnberg, Landrat in Kassel.

### Wahl 1903
Die allgemeine Wahl für die 20. Legislaturperiode fand am 12. November statt, die Wahl der Abgeordneten durch die Wahlmänner am 20. November 1903. Die Wahlbeteiligung lag in der Urwahl über alle Klassen bei 9,8 %. In der I. Klasse betrug die Wahlbeteiligung 37,6 %, in der II. Klasse 19,3 % und in der III. Klasse 6,7 %. In der Urwahl verteilten sich die Stimmen auf die Parteien wie folgt:
| Klasse      | Konservative | NLP    | SPD    | Sonstige (incl. Antisemiten) | Zahl Urwähler |
| ----------- | ------------ | ------ | ------ | ---------------------------- | ------------- |
| I. Klasse   | 10,8 %       | 42,9 % | ./.    | 46,3 %                       | 240           |
| II. Klasse  | 6,2 %        | 41,5 % | 0,9 %  | 51,4 %                       | 465           |
| III. Klasse | 5,5          | 37,9 % | 20,5 % | 36,1 %                       | 877           |

306 Wahlmänner wurden gewählt, von denen 303 stimmberechtigt waren. Bei der Abgeordnetenwahl waren 286 Wahlmänner (94,4 %) anwesend. 147 Wahlmänner (51,4 %) wählten den Amtsrichter in Schmalkalden Wilhelm Lattmann (Antisemit), 131 Stimmen (45,8 %) entfielen auf Wilhelm Albert Beinhauer (NLP) und 8 Stimmen (2,8 %) auf den Bürgermeister von Kirchditmold Gustav Meiß (Antisemit).

### Wahl 1908
Die allgemeine Wahl für die 21. Legislaturperiode fand am 3. Juni statt, die Wahl der Abgeordneten durch die Wahlmänner am 16. Juni 1908. 277 Wahlmänner wurden gewählt, von denen 276 stimmberechtigt waren. Die Wahlbeteiligung lag in der Urwahl über alle Klassen bei 21,8 %. In der I. Klasse betrug die Wahlbeteiligung 43,8 %, in der II. Klasse 31,3 % und in der III. Klasse 18,3 %. In der Urwahl verteilten sich die Stimmen auf die Parteien wie folgt:
| Klasse      | Konservative | R     | NLP    | F     | SPD    | Sonstige (incl. Antisemiten) | Zahl Urwähler |
| ----------- | ------------ | ----- | ------ | ----- | ------ | ---------------------------- | ------------- |
| I. Klasse   | 47,4 %       | ./.   | 27,8 % | ./.   | 1,0 %  | 23,9 %                       | 306           |
| II. Klasse  | 31,6 %       | ./.   | 32,0 % | ./.   | 0,3 %  | 26,1 %                       | 788           |
| III. Klasse | 13,2         | 0,1 % | 31,7 % | 1,0 % | 24,7 % | 36,1 %                       | 2074          |

Bei der Abgeordnetenwahl waren 246 Wahlmänner (89,1 %) anwesend. 131 Wahlmänner (53,3 %) wählten den Rittergutsbesitzer aus Abgunst, Hans Eckebrecht von Stockhausen (K), 112 Stimmen (45,5 %) entfielen auf den Papierfabrikanten Louis Staffel aus Witzenhausen (NLP).

### Wahl 1913
Die allgemeine Wahl für die 22. Legislaturperiode fand am 16. Mai statt, die Wahl der Abgeordneten durch die Wahlmänner am 3. Juni 1913. Die Wahlbeteiligung lag in der Urwahl über alle Klassen bei 30,9 %. In der I. Klasse betrug die Wahlbeteiligung 51,9 %, in der II. Klasse 39,0 % und in der III. Klasse 27,3 %. In der Urwahl verteilten sich die Stimmen auf die Parteien wie folgt:
| Klasse      | Konservative | NLP   | F      | SPD    | Sonstige (incl. Antisemiten) | Zahl Urwähler |
| ----------- | ------------ | ----- | ------ | ------ | ---------------------------- | ------------- |
| I. Klasse   | 21,5 %       | 3,8 % | 8,7 %  | ./.    | 66,0 %                       | 470           |
| II. Klasse  | 31,6 %       | 4,3 % | 21,1 % | 13,8 % | 49,4 %                       | 1181          |
| III. Klasse | 11,4         | 3,8 % | 23,9 % | 24,7 % | 29,3 %                       | 3376          |

277 Wahlmänner wurden gewählt, von denen 276 stimmberechtigt waren. Bei der Abgeordnetenwahl waren 289 Wahlmänner (98,0 %) anwesend. Im ersten Wahlgang gab es keinen Kandidaten, der die Mehrheit der Wahlmänner auf seiner Seite hatte. 144 Wahlmänner (49,8 %) wählten Wilhelm Heins (Antisemit). 78 Stimmen (27,0 %) entfielen auf den Volksschullehrer in Kassel Kimpel (F), 58 Stimmen (20,1 %) auf den Parteisekretär Gustav Thöne aus Kassel (SPD) und 9 Stimmen (3,1 %) auf einen Nationalliberalen Kandidaten.
Im zweiten Wahlgang waren 282 Wahlmänner (95,6 %) anwesend. 145 Wahlmänner (51,4 %) wählten Wilhelm Heins (Antisemit). 137 Stimmen (48,6 %) entfielen auf Kimpel (F).